# Van gloeiende kerels en kerkekruiers
Van gloeiende kerels en kerkekruiers is een volksverhaal uit de Lage Landen.

## Het verhaal
De grens tussen Venray en Bakel liep precies langs de scheiding van dorre hei en veengrond. Bakel lag aan de kant van het veen en in Venray klaagden ze steen en been. De mensen uit Venray gingen op een nacht de dorre hei over en verzetten de grenspalen duizend meter. De mensen in Bakel werden boos, maar konden in de wildernis van De Peel niet aanwijzen waar de palen eerst stonden. De vriendschap tussen beide dorpen sloeg om in vijandschap en ze gooiden elkaars kermis in de war. Op een dag begeven de mensen zich naar de grens om de zaak bij te leggen. De burgemeesters van beide plaatsen staan tegenover elkaar. De burgemeester van Venray loopt naar de grens en zweert op de bodem van Venray te staan.
De burgemeester van Bakel is verbijsterd over deze brutale leugen en wacht of een bliksemstraal de godslasteraar doorklieft. Dit gebeurt niet en hij geeft voorzichtig een hand. De handdruk maakt een eind aan de dorpsvete. De burgemeester van Venray gaat naar huis, hij heeft niet gelogen. Hij had namelijk een schepje grond in zijn schoenen gedaan. Bakel vergeet het voorval echter niet en als de mensen die leefden tijdens de grote verzoening gestorven zijn, steekt er een lelijk gerucht de kop op. Men moet 's nachts niet te dicht in de buurt van de grenspalen komen, omdat daar gloeiende kerels zijn. Deze gloeiende kerels zijn nog angstaanjagender dan spoken. De mensen uit Bakel begrijpen dat de grensverzetters uit Venray er niet zo gemakkelijk afkwamen als ze dachten.
In Venray spreekt men echter over de kerkekruiers uit Bakel. Voor de bouw van de nieuwe kerk werd een befaamd bouwmeester met zijn werkvolk ingehuurd. Hij bouwde de kerk buiten het dorp en de mensen waren trots en tevreden. Als mensen vragen waarom de kerk zo ver buiten het dorp ligt, vragen de mensen af of ze niet voor gek staan. De achterkleinzoon van de vroegere burgemeester besluit de kerk wat te verschuiven en de mensen gaan op een mooie zomerdag naar de kerk. Alle mannen staan in een rij en leggen hun handen op de bakstenen muur. Ze duwen en duwen, maar de kerk beweegt niet. Ze doen hun jassen uit en gooien deze op een hoop. De voddenman komt langs en neemt alles mee. Een uur later nemen de mannen rust en zoeken hun kleren. De burgemeester vermoedt dat deze onder de kerk liggen en de mensen zijn zo trots als een pauw. Er is veel dagelijks werk blijven liggen en daarom is het karwei nooit afgemaakt. De kerk staat nog steeds op de jassen en kielen van weleer. Boze tongen beweren echter iets anders.

## Achtergronden
- Er zijn vele verhalen over gloeiende kerels (ook wel vuurmannen[1]) en kerkekruiers, maar het is een uitzondering dat het buren zijn.